# Bản quyền phát sóng giải vô địch bóng đá nữ thế giới 2023
Giải vô địch bóng đá nữ thế giới 2023 là giải đấu bóng đá dự kiến diễn ra vào tháng 7 và tháng 8 năm 2023 với sự tham gia của 32 đội tuyển nữ quốc gia đến từ các quốc gia trực thuộc Liên đoàn bóng đá thế giới (FIFA). Giải đấu sẽ được phát sóng trên toàn thế giới.

## Danh sách
Đây là danh sách có bản quyền. Trong trường hợp các quốc gia không có bản quyền phát sóng có thể xem giải đấu thông qua dịch vụ phát trực tuyến FIFA+.
| Lãnh thổ             | (Các) chủ sở hữu quyền                           | Chú thích                   |
| -------------------- | ------------------------------------------------ | --------------------------- |
| Albania              | RTSH                                             | [ 2 ]                       |
| Argentina            | TyC Sports                                       | [ 2 ]                       |
| Úc                   | Optus Sport Seven Network                        | [ 3 ] [ 4 ]                 |
| Áo                   | ORF                                              | [ 2 ]                       |
| Bỉ                   | RTBF VRT                                         | [ 2 ]                       |
| Bosna và Hercegovina | Arena Sport BHRT                                 | [ 2 ]                       |
| Brasil               | Globo Casimiro LiveMode                          | [ 5 ] [ 6 ]                 |
| Bulgaria             | BNT                                              | [ 2 ]                       |
| Canada               | Bell Media                                       | [ 7 ]                       |
| Trung Quốc           | Shinai Sports                                    | [ 8 ]                       |
| Croatia              | Arena Sport HRT                                  | [ 2 ]                       |
| Síp                  | CyBC                                             | [ 2 ]                       |
| Séc                  | ČT TV Nova                                       | [ 2 ]                       |
| Đan Mạch             | Viaplay Group                                    | [ 9 ]                       |
| Estonia              | ERR                                              | [ 2 ]                       |
| Châu Âu              | EBU                                              | [ 10 ]                      |
| Phần Lan             | Yle                                              | [ 11 ]                      |
| Gruzia               | GPB                                              | [ 2 ]                       |
| Hy Lạp               | ANT1                                             | [ 2 ]                       |
| Hungary              | MTVA                                             | [ 2 ]                       |
| Iceland              | RÚV                                              | [ 2 ]                       |
| Ireland              | RTÉ                                              | [ 12 ]                      |
| Israel               | Sports Channel                                   | [ 2 ]                       |
| Kosovo               | Arena Sport RTK                                  | [ 2 ]                       |
| Latvia               | LTV                                              | [ 2 ]                       |
| Litva                | LRT                                              | [ 2 ]                       |
| Malta                | PBS                                              | [ 2 ]                       |
| MENA                 | beIN Sports                                      | [ 2 ]                       |
| Moldova              | TRM                                              | [ 2 ]                       |
| Montenegro           | Arena Sport RTCG                                 | [ 2 ]                       |
| Hà Lan               | NOS                                              | [ 13 ]                      |
| New Zealand          | Sky Sport                                        | [ 14 ]                      |
| CHDCND Triều Tiên    | KBS                                              | [ 2 ]                       |
| Bắc Macedonia        | Arena Sport MRT                                  | [ 2 ]                       |
| Na Uy                | Viaplay Group NRK                                | [ 2 ] [ 9 ]                 |
| Thái Bình Dương      | Digicel                                          | [ 2 ]                       |
| Ba Lan               | Viaplay Group                                    | [ 15 ]                      |
| Paraguay             | Tyc Sports                                       | [ 2 ]                       |
| Puerto Rico          | Fox Telemundo                                    | [ 16 ] [ 17 ]               |
| România              | TVR                                              | [ 2 ]                       |
| Serbia               | Arena Sport RTS                                  | [ 2 ]                       |
| Singapore            | Mediacorp Singtel StarHub                        | [ 2 ]                       |
| Slovakia             | RTVS TV Nova                                     | [ 2 ]                       |
| Slovenia             | Arena Sport RTVSLO                               | [ 2 ]                       |
| Nam Phi              | SABC                                             | [ 18 ]                      |
| Hàn Quốc             | KBS                                              | [ 2 ]                       |
| Châu Phi hạ Sahara   | New World TV SuperSport                          | [ 2 ] [ 19 ]                |
| Thụy Điển            | Viaplay Group                                    | [ 9 ]                       |
| Thụy Sĩ              | SRG SSR                                          | [ 2 ]                       |
| Thổ Nhĩ Kỳ           | TRT                                              | [ 2 ]                       |
| Hoa Kỳ               | Fox Telemundo                                    | [ 16 ] [ 17 ]               |
| Uruguay              | TyC Sports                                       | [ 2 ]                       |
| Việt Nam             | VMG Media, Truyền hình Quốc hội Việt Nam, VTVCab | [ 20 ] [ 21 ] [ 22 ] [ 23 ] |